# Aldham (Essex)
 (avril 2023).
Pour les articles homonymes, voir Aldham.
Aldham est un village et une paroisse civile de l'Essex, en Angleterre.